# Srednje Brdo
Srednje Brdo je naselje v Občini Gorenja vas - Poljane.